# Židovská obec v Bzenci

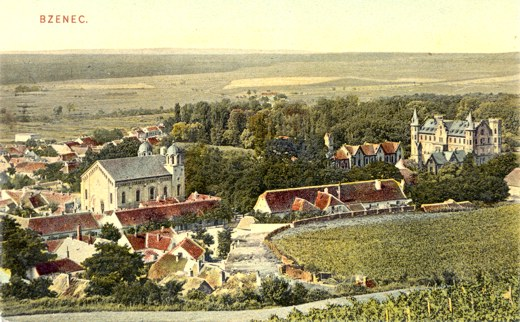
Synagoga v Bzenci na staré pohlednici.

Židovská obec v Bzenci (německy dříve Bisenz), ve městě ležícím v okrese Hodonín (Jihomoravský kraj), byla jednou z největších židovských obcí na Moravě, zejména v 18. století.

## Historie
Židovská komunita ve Bzenci, která existovala pravděpodobně již ve 14. století, je jednou z nejstarších židovských obcí na Moravě. Písemná svědectví o obci sahají ovšem jen do 16. století. Prvním doloženým rabínem byl Moyses ben Jicchak v roce 1589. Roku 1726 začal platit tzv. familiantský zákon, který omezoval počet židovských rodin a z nichž z každé se směl oženit pouze nejstarší syn. Tato nařízení však byla později opět uvolněna. V trestních případech podléhala židovská obec až do roku 1782 městu Bzenec, jinak však byla pod ochranou vrchnosti. Místní židovská obec patřila mezi největší na Moravě. V roce 1830 zde žilo 637 Židů a roku 1850 jejich počet přesáhl devíti stovek. Prudký nárůst židovského obyvatelstva vedl také k rozšíření ghetta. V obci byla úřední řečí němčina, kterou se povětšině bzenečtí židé mezi sebou domlouvali. To vysvětluje statistiky z té doby, kdy je ve Bzenci uváděno 23 % německy mluvícího obyvatelstva. Také v židovské škole byla vyučovací řečí němčina. Na konci 19. století však došlo k poklesu židovské populace: Židé se raději stěhovali do větších měst v Čechách a také do Vídně, takže na začátku 20. století žilo ve Bzenci pouze 416 osob židovské víry.
Tento trend pokračoval i po rozpadu monarchie a založení samostatného Československa 1918. V roce 1919 došlo ke sloučení samostatné židovské obce s vlastním městem pod jedinou politickou obec a samostatná židovská správa, která zde existovala od roku 1852 zanikla. V roce 1930 čítalo židovské obyvatelstvo ve Bzenci pouze 138 osob. Mezi začleněním Sudet do Německé říše (2. října 1938) a okupací zbytku Československa 15./16. března 1939 došlo ke krátkodobému nárůstu židovské populace, když Židé z okupovaných území hledali ochranu na území ještě neobsazeného Československa.

### Vyhlazení obce nacisty (šoa)
Již 15. března 1939 do Bzence dorazily první německé vojenské útvary. 27. ledna 1941 pak došlo k hromadné deportaci všech Židů z města, a to nejprve do Uherského Brodu a poté 31. ledna 1943 do koncentračního tábora Terezín (transport Cp, ve kterém bylo celkově 837 osob), následně pak do vyhlazovacího tábora Auschwitz II (Auschwitz-Birkenau, česky Osvětim-Březinka; transport Cu, 1001 osob). Až na šest osob byli všichni Židé z Bzence ihned po příjezdu do Březinky zavražděni v plynových komorách. Konce druhé světové války se dožily pouze dvě osoby původem z Bzence.

## Povolání, řemesla
Kromě obchodu s různým zbožím (i mimo město: Bzenec se nacházel na obchodní cestě z Brna do severních Uher) byli Židé úspěšní v pěstování vína na jižní Moravě (vlastnili přes 20 % vinic); věnovali se také pěstování ovoce a zeleniny, přibližně od roku 1850 praktikovali potravinářskou výrobu a pracovali jako řezníci. Kromě toho to byli řemeslníci: zabývali se sklenářstvím, kožešnictvím a krejčovstvím, byli také aktivní v hotelnictví.

## Demografie
Obyvatelstvo židovské komunity v Bzenci se vyvíjelo takto:
| rok             | počet        | poznámka                                               |
| --------------- | ------------ | ------------------------------------------------------ |
| kolem 1585      | 25 rodin     |                                                        |
| 1604            | 67 rodin     | asi 400 rodin                                          |
| kolem 1810/1820 | 130 rodin    |                                                        |
| 1830            | 657 osob     | [ pozn. 1 ]                                            |
| 1834            |              | 772 osob rovná se 27 % všech obyvatel                  |
| 1848            | 910 osob     | 1850: 900 osob tj. ¼ obyvatel; 1850: více než 900 osob |
| 1857            | 965 osob     |                                                        |
| 1869            | 540 osob     |                                                        |
| 1880            | 272 osob     |                                                        |
| 1890            | 228 osob     |                                                        |
| 1900            | 182 osob     | [ pozn. 2 ]                                            |
| 1900            | 416 osob     | 10 % obyvatel                                          |
| 1924            | asi 290 osob |                                                        |
| 1930            | 138 osob     | 3 % obyvatel                                           |

## Rabíni ve Bzenci
Ve Bzenci byli činní následující rabíni:
- Moyses ben Jizchak, 1589
- Mordechai b. Abraham Moders
- Josef Schalom, 1670–1696
- Zewi Hirsch b. Jochanan Nikolsburger, 1720
- David Hamburger, 1722–1752
- Moses Zewi Hirsch ha-Levi, 1754–1758
- Reb Wolf
- Jakob Günsberger
- Zewi Hirsch Toff, 1840
- Pessach Toff (jeho syn), 1840–1865
- Nehemias Brüll, 1866–1870
- Samuel Mühsam, 1872–1877
- Josef Cohn, 1878–1887
- N. Taubeles
- Jakob Spira, 1893–1894
- Moses Rosenmann, 1894–1897
- Josef Hoff, 1898–1921